# Gynther Hansen
Gynther Hansen (* 6. Dezember 1930; † 5. April 2014) war ein dänischer Schriftsteller, der sich in seinem Werk besonders mit den Mentalitäten des dänisch-deutschen Grenzlandes befasste.

## Leben
Hansen stammte aus einer deutschen Familie in Varnæs/Sønderjylland (Nordschleswig), einer Hochburg der (Auslands-)NSDAP Nordschleswig. Sein Vater und der ältere Bruder verhehlten in den 1930er und 1940er Jahren nicht ihre Hitlerbegeisterung. Nach dem Krieg absolvierte Hansen eine Bibliothekarsausbildung. Er erlernte erst spät Dänisch und arbeitete zunächst in der Dansk Centralbibliotek in Flensburg, dann in der Sønderjyske Landsbibliotek in Abenraa.

## Werk
Hansen wurde in den 1960er Jahren durch krass-realistische und zugleich existenzialistisch geprägte Romane und Erzählungen (zuerst: Forvandling. 1965) bekannt, die Entfremdungsphänomene des Wohlfahrtsstaates thematisieren und Anklänge an Arbeiten von Albert Camus zeigen (Noveller fra 70'erne. 1980). Dabei behandelte er auch mit großer Ehrlichkeit biographische Themen (Mig og min storebror. 2001) und die Lage der dänischen Nationalsozialisten nach 1945 (Hitler, min far og mig. 1989) sowie Stoffe aus der schwierigen kriegerischen Vergangenheit beider Völker (Trilogie Lysninger, 1987; Soldaterne, 1989; Danskerne, 1990). Auch setzte er sich literarisch mit den Neonazis auseinander. 
Hansen erhielt zahlreiche Auszeichnungen und Literaturstipendien, darunter 1990 den renommierten Kritikerprisen für den Roman Danskerne.